# Pierre Devaux (général)
Pour les articles homonymes, voir Devaux et Pierre Devaux.
Pierre Devaux, né le 21 mai 1762 à Vierzon et mort le 13 juillet 1819 à Paris, est un général français de la Révolution et de l’Empire.

## États de service
Il entre en service comme dragon au régiment de Dragons de Monsieur le 26 novembre 1782, il devient brigadier en 1785 et maréchal des logis en 1789. Il quitte le service le 22 novembre 1789.
Le 27 octobre 1791, il est nommé capitaine des grenadiers au 1er bataillon de volontaires de l’Indre, puis il passe en 1792, au 4e bataillon franc, troupes légères, formé à Valenciennes. Il est nommé adjudant-général chef de brigade provisoire le 30 septembre 1793, mais il n’obtient la confirmation de son grade que le 26 ventôse an VI (15 janvier 1798) avec effet rétroactif au 25 prairial an III (13 juin 1795).
Jusque-là, il a fait les campagnes de Belgique sous Dumouriez, de Sambre-et-Meuse sous Jourdan, de la Vendée, d’Italie et d’Égypte.
Blessé dans la forêt de Mormal d’un coup de feu à la cuisse gauche, d’un coup de lance pendant la première campagne de Dumouriez, d’un coup de feu à Jemmapes le 6 novembre 1792, de deux coups de feu à la prise de la fameuse redoute de Charleroi, il a reçu six blessures à Saint-Jean-d’Acre en montant à l’assaut à la tête des grenadiers de 5 demi-brigades de ligne et de carabiniers de la 2e demi-brigade légère.
En Bretagne, il n’a participé qu’au combat de Nort, en Italie il se trouve au déblocus de Vérone et à la poursuite des insurgés de la vallée de Salia. Rentré à Brescia, les habitants lui donnent un sabre avec cette inscription gravée sur la lame Il popolo bresciano recognescente, à l’adjudant-général Devaux. En Égypte, il se signale dans les combats près du Caire, à la bataille d’Aboukir où il est blessé, et le 10 brumaire an VIII (1er novembre 1799), à la bataille du bocage de Lesbeh, près de l’embouchure du Nil, il enlève lui-même cinq drapeaux aux Ottomans, et pour ce fait d’armes, il reçoit un sabre d’honneur de Kléber.
Il est promu général de brigade d’infanterie le 17 ventôse an IX (8 mars 1801), et le premier Consul lui décerne un brevet d’honneur le 19 ventôse (10 mars 1801).
Rentré en France, il reçoit l’ordre de repartir avec 3 000 hommes pour l’Égypte, mais ce voyage n’a pas lieu. Après un séjour de six mois à Cadix, il s’embarque fin nivôse an X (janvier 1802) pour Saint-Domingue, blessé grièvement à la bataille de la Crête-à-Pierrot en mars 1802, il rentre en France au commencement de l’an XI (septembre 1802), et il prend le commandement du département de la Mayenne. Le 19 frimaire an XII (11 décembre 1803), il est fait membre de la Légion d’honneur, et commandeur du même ordre le 25 prairial an XII (14 juin 1804) puis électeur du département du Cher.
En 1806, il participe à la campagne de Prusse, et il est créé chevalier de l'ordre de la Couronne de fer le 23 novembre 1807, puis il passe en Espagne. Il se distingue aux combats d’Alta-Fouilla et d’Anselta, il parvient par d’habiles manœuvres, à opérer le ravitaillement de Balaguer et de Tarragone, il concourt à la prise de Montserrat, Depuis 11 mai 1811 il est commandant du département de la Frise.
Il est appelé à la Grande Armée en 1813 combat à Lützen le 2 mai 1813, à Bautzen, les 20 et 21 mai, et à Hanau, les 30 et 31 octobre de la même année, avec son courage ordinaire. Il est fait chevalier de l'ordre de la réunion le 12 juin 1813, et il est créé baron de l’Empire le 9 octobre 1813.
Le 20 août 1814, le roi Louis XVIII le fait chevalier de Saint-Louis, quoiqu’il ne lui eût donné aucune preuve de dévouement. Il est arrêté à Dijon en octobre 1815, et il est mis en jugement sur de vagues dénonciations relatives à la conduite qu’il aurait tenue pendant les cent-jours. Il est acquitté à l’unanimité et admis à la retraite par ordonnance du 4 décembre 1815.
Il meurt le 13 juillet 1819 à Paris.

## Armoiries
| Figure | Nom du baron et blasonnement |
| ------ | --- |
|        | Armes du baron Pierre Devaux et de l'Empire, lettres patentes du 9 octobre 1813, commandeur de la Légion d'honneur Écartelé ; au premier d'or à la tour de sable ; au deuxième des barons tirés de l'armée ; au troisième d'azur au dromadaire d'or ; au quatrième d'or au cocotier de sinople, soutenu du même, adextré d'un nègre assis, de sable. Livrées : les couleurs de l'écu, le verd en bordure seulement. |

## Sources
1. ↑  Gazette de Frise

- (en) « Generals Who Served in the French Army during the Period 1789 - 1814: Eberle to Exelmans »
- Thierry Pouliquen, « Les généraux français et étrangers ayant servis [sic] dans la Grande Armée » (consulté le 2 septembre 2013)
- « La noblesse d’Empire » (consulté le 21 juillet 2016)
- A. Lievyns, Jean Maurice Verdot, Pierre Bégat, Fastes de la Légion-d'honneur, biographie de tous les décorés accompagnée de l'histoire législative et réglementaire de l'ordre, tome 3, Bureau de l’administration, janvier 1844, 529 p. (lire en ligne), p. 178.
- Commandant G. Dumont, Bataillons de volontaires nationaux, (cadres et historiques), Paris, Lavauzelle, 1914, p. 144.
- Vicomte Révérend, Armorial du Premier Empire, tome 2, Honoré Champion, libraire, Paris, 1897, p. 68.